# Canton de Saint-Louis-2
Cet article possède un paronyme, voir Canton de Saint-Louis.
Le canton de Saint-Louis-2 est une circonscription électorale française de l'île de La Réunion, département et région d'outre-mer français de l'océan Indien.

## Histoire
Le canton a été créé par la loi no 49-1102 du 2 août 1949.
Il a été modifié par le décret du 28 février 1991 recomposant les cantons de Saint-Louis.
Un nouveau découpage territorial de la Réunion entre en vigueur à l'occasion des premières élections départementales suivant le décret du 21 février 2014. Les conseillers départementaux sont, à compter de ces élections, élus au scrutin majoritaire binominal mixte. Les électeurs de chaque canton élisent au Conseil départemental, nouvelle appellation du Conseil général, deux membres de sexe différent, qui se présentent en binôme de candidats. Les conseillers départementaux sont élus pour 6 ans au scrutin binominal majoritaire à deux tours, l'accès au second tour nécessitant 12,5 % des inscrits au 1er tour. En outre, la totalité des conseillers départementaux est renouvelée. Ce nouveau mode de scrutin nécessite un redécoupage des cantons dont le nombre est divisé par deux avec arrondi à l'unité impaire supérieure si ce nombre n'est pas entier impair, assorti de conditions de seuils minimaux. À la Réunion, le nombre de cantons passe ainsi de 49 à 25.
Le canton de Saint-Louis-2 est redécoupé et agrandi par ce décret. Il est entièrement inclus dans l'arrondissement de Saint-Pierre. Le bureau centralisateur est situé à Saint-Louis.

## Représentation

### Représentation avant 2015
| Période                                  | Période | Identité                   | Étiquette | Qualité                                                                      |
| ---------------------------------------- | ------- | -------------------------- | --------- | ---------------------------------------------------------------------------- |
| 1955                                     | 1973    | Théophile Hoarau           | DVD       | Agriculteur Maire de Saint-Louis (1964-1971)                                 |
| 1973                                     | 1979    | M. Barret                  | PCR       |                                                                              |
| 1979                                     | 1985    | Jacques Técher (1943-1997) | UDF       | Avocat, adjoint au maire de Saint-Louis                                      |
| 1985                                     | 1992    | Guy Éthève                 | PCR       | Maire de Saint-Louis (1995-2001) Suppléant du député Élie Hoarau (1988-1993) |
| 1992                                     | 2011    | Yvon Bello                 | PCR       | Employé de La Poste Adjoint au maire de Saint-Louis                          |
| 2011                                     | 2015    | Patrick Malet              | DVD       | Médecin généraliste Maire de Saint-Louis (depuis 2014)                       |
| Les données manquantes sont à compléter. |         |                            |           |                                                                              |

### Représentation depuis 2015
| Période élective | Période élective | Mandat | Mandat   | Identité            | Nuance | Nuance | Qualité |
| ---------------- | ---------------- | ------ | -------- | ------------------- | ------ | ------ | --- |
| 2015             | 2021             | 2015   | 2021     | Claudette Grondin   |        | LR     | Cadre Adjointe au maire de Cilaos                                                                                               |
| 2015             | 2021             | 2015   | 2021     | Patrick Malet       |        | UDI    | Médecin généraliste Maire de Saint-Louis (2014-2020)                                                                            |
| 2021             | 2028             | 2021   | en cours | Camille Clain       |        | DVD    | Technicien IRM et Radiologie interventionnelle Adjointe au maire de Saint-Louis, 12ème Vice-Présidente du conseil départemental |
| 2021             | 2028             | 2021   | en cours | Jean-François Payet |        | DVD    | Assureur, Saint-Louis |

### Résultats détaillés

#### Élections de mars 2015
À l'issue du 1er tour des élections départementales de 2015, deux binômes sont en ballotage : Claudette Grondin et Patrick Malet (Union de la Droite, 54,66 %) et Chantal Payet et Bachil Valy (DVD, 37,25 %). Le taux de participation est de 41,70 % (11 309 votants sur 27 123 inscrits) contre 43,81 % au niveau départemental et 50,17 % au niveau national.
Au second tour, Claudette Grondin et Patrick Malet (Union de la Droite) sont élus avec 58,90 % des suffrages exprimés et un taux de participation de 53,3 % (7 671 voix pour 14 483 votants pour 27 174 inscrits).

#### Élections de juin 2021
Le premier tour des élections départementales de 2021 est marqué par un très faible taux de participation (33,26 % au niveau national). Dans le canton de Saint-Louis-2, ce taux de participation est de 33,42 % (9 723 votants sur 29 093 inscrits) contre 36,5 % au niveau départemental. À l'issue de ce premier tour, deux binômes sont en ballottage : Camille Clain et Jean-François Payet (DVD, 38,02 %) et Yolande Techer et Bachil Valy (DVD, 34,54 %).

## Composition

### Composition avant 2015
Le canton de Saint-Louis-2 était constitué d'une partie de la commune de Saint-Louis.
Lors du redécoupage de 1991, il s'agissait de la portion du territoire de la commune située à l'Est d'une limite ainsi définie : la ligne de crête de la chaîne du Bois de Nèfles, la ravine Montplaisir jusqu'au C.D.3, l'axe du C.D.3 jusqu'à la ravine des Goyaves, la ravine des Goyaves jusqu'au chemin la Ouète, l'axe du chemin la Ouète, la ravine de la Ouète, l'axe de la rue de la Palissade, de la rue Léonus-Bénard jusqu'à l'embouchure de la rivière Saint-Étienne.

### Composition depuis 2015
| Nom                                 | Code Insee | Intercommunalité                                   | Superficie (km2) | Population (dernière pop. légale)                | Densité (hab./km2) | Modifier                                    |
| ----------------------------------- | ---------- | -------------------------------------------------- | ---------------- | ------------------------------------------------ | ------------------ | ------------------------------------------- |
| Saint-Louis (bureau centralisateur) | 97414      | CA Communauté intercommunale des Villes solidaires | 98,90            | Fraction : 24 934 (2022) Commune : 54 478 (2022) | 551                | modifier les données · modifier les données |
| Cilaos                              | 97424      | CA Communauté intercommunale des Villes solidaires | 84,40            | 5 215 (2022)                                     | 62                 | modifier les données · modifier les données |
| Entre-Deux                          | 97403      | CA du Sud                                          | 66,83            | 7 115 (2022)                                     | 106                | modifier les données · modifier les données |
| Canton de Saint-Louis-2             | 97416      |                                                    |                  | 37 264 (2022)                                    |                    | modifier les données                        |

Le canton comprend :
1. deux communes entières,
2. la partie de la commune de Saint-Louis située à l'est d'une ligne définie par l'axe des voies et limites suivantes : depuis la limite territoriale de la commune de Saint-Pierre, chemin Kerveguen, ravine La-Ouette, chemin La Ouette, ravine des Goyaves, route Hubert-Delisle jusqu'au pont de la ravine Montplaisir, ravine Montplaisir, ligne de crête de la chaîne du Bois-de-Nèfles, jusqu'à la limite territoriale de la commune de Cilaos.

## Démographie
En 2022, le canton comptait 37 264 habitants, en évolution de +4,88 % par rapport à 2016 (La Réunion : +3,33 %, France hors Mayotte : +2,11 %).
| 2013   | 2018   | 2022   |
| ------ | ------ | ------ |
| 34 728 | 36 125 | 37 264 |